# تپه داربره
تپه داربره مربوط به هزاره اول قبل از میلاد - دوره اشکانیان است و در شهرستان کوهدشت، بخش مرکزی، دهستان گل گل، شرق روستای هفت چشمه واقع شده و این اثر در تاریخ ۲۸ اسفند ۱۳۸۵ با شمارهٔ ثبت ۱۸۸۶۸ به‌عنوان یکی از آثار ملی ایران به ثبت رسیده است.